# Marton (Burton Constable)
Marton – osada w Anglii, w hrabstwie East Riding of Yorkshire, w dystrykcie (unitary authority) East Riding of Yorkshire, w civil parish Burton Constable. Leży 14 km na północny wschód od miasta Hull i 259 km na północ od Londynu. W 1931 roku civil parish liczyła 73 mieszkańców. Marton jest wspomniana w Domesday Book (1086) jako Meretone/Meretune.